# Державний кордон Центральноафриканської Республіки

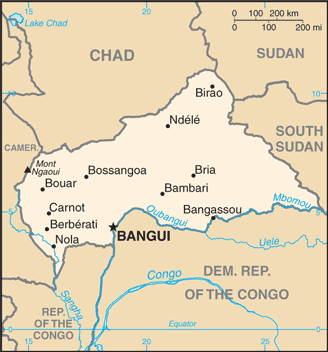
Карта Центральноафриканської Республіки

Державний кордон Центральноафриканської Республіки — державний кордон, лінія на поверхні Землі та вертикальна поверхня, що проходить по цій лінії, що визначають межі державного суверенітету Центральноафриканської Республіки над власними територією, водами, природними ресурсами в них і повітряним простором над ними.

## Сухопутний кордон
Загальна довжина кордону — 5920 км. Центральноафриканська Республіка межує з 6 державами. Уся територія країни суцільна, тобто анклавів чи ексклавів не існує. 
Ділянки державного кордону
| Держава          | Ділянка         | Довжина (км) | Прикордонні регіони | Примітки |
| ---------------- | --------------- | ------------ | ------------------- | -------- |
| Камерун          | захід           | 901          |                     |          |
| Чад              | північ          | 1556         |                     |          |
| ДР Конго         | південь         | 1747         |                     |          |
| Республіка Конго | південний захід | 487          |                     |          |
| Південний Судан  | схід            | 1055         |                     |          |
| Судан            | північний схід  | 174          |                     |          |

Країна не має виходу до вод Світового океану. 